# 會津若松站
37°30′30″N 139°55′48″E / 37.50833°N 139.93000°E
會津若松站（日语：／ Aizu-wakamatsu eki */?）是位於日本福島縣會津若松市驛前町，由東日本旅客鐵道（JR東日本）與日本貨物鐵道（JR貨物）所共同經營的鐵路車站。本站除了是JR磐越西線與只見線的交會站外，也是會津若松市的主要車站。而地方第三部門業者會津鐵道所屬的會津線雖然是以西若松為起訖車站，但所有行駛於該線上的列車，實際上都是以本站作為出發與終點車站。
站內的貨運站早已在1996年時就不再有貨運列車行駛，取而代之的是一般公路上的貨車運輸。2006年時特別使用車站東側部分的用地設立會津若松線外貨運站（会津若松オフレールステーション，簡稱為「會津若松ORS」），每日有兩班貨車班次往返於本站與郡山貨物總站之間。
本站在2002年以「歷史與文化以及傳統氣息街道的玄關口站房」（歴史と文化、そして伝統が息づく街の玄関口の駅舎）的緣由入選東北車站百選。

## 通過路線
- 東日本旅客鐵道（JR東日本）
  - 磐越西線
  - 只見線
- 會津鐵道
  - 會津線 - 會津線的實際起訖點雖然是西若松，但行駛該線的列車實際上皆會駛入只見線至本站再行折返。

## 歷史
- 1899年7月15日：岩越鐵道的若松站開業。當時是終點站。
- 1906年11月1日：岩越鐵道國有化。
- 1909年10月12日：線路名稱制定，成為磐越西線的所屬站。
- 1917年5月21日：改名為會津若松站。
- 2005年：伴隨餐飲服務業者伯養軒若松營業所（日语：ウェルネス伯養軒）的裁撤，站內的車站便當供應商由伯養軒變更為仁和食產。
- 2006年4月1日：會津若松ORS啟用。
- 2008年2月1日：車站便當供應商改由Wellness伯養軒郡山支店經營。
- 2011年3月11日：發生東日本大地震，會津若松車站內的扇形車庫遭到破壞，相關的民眾參訪活動也隨之停辦。
- 2014年4月1日：啟用自動檢票機。除此之外伴隨仙台地區部分車站開始支援JR東日本所發行的電子票卡「Suica」（西瓜卡），會津若松也開始開放新的付費機制[2]。

## 車站

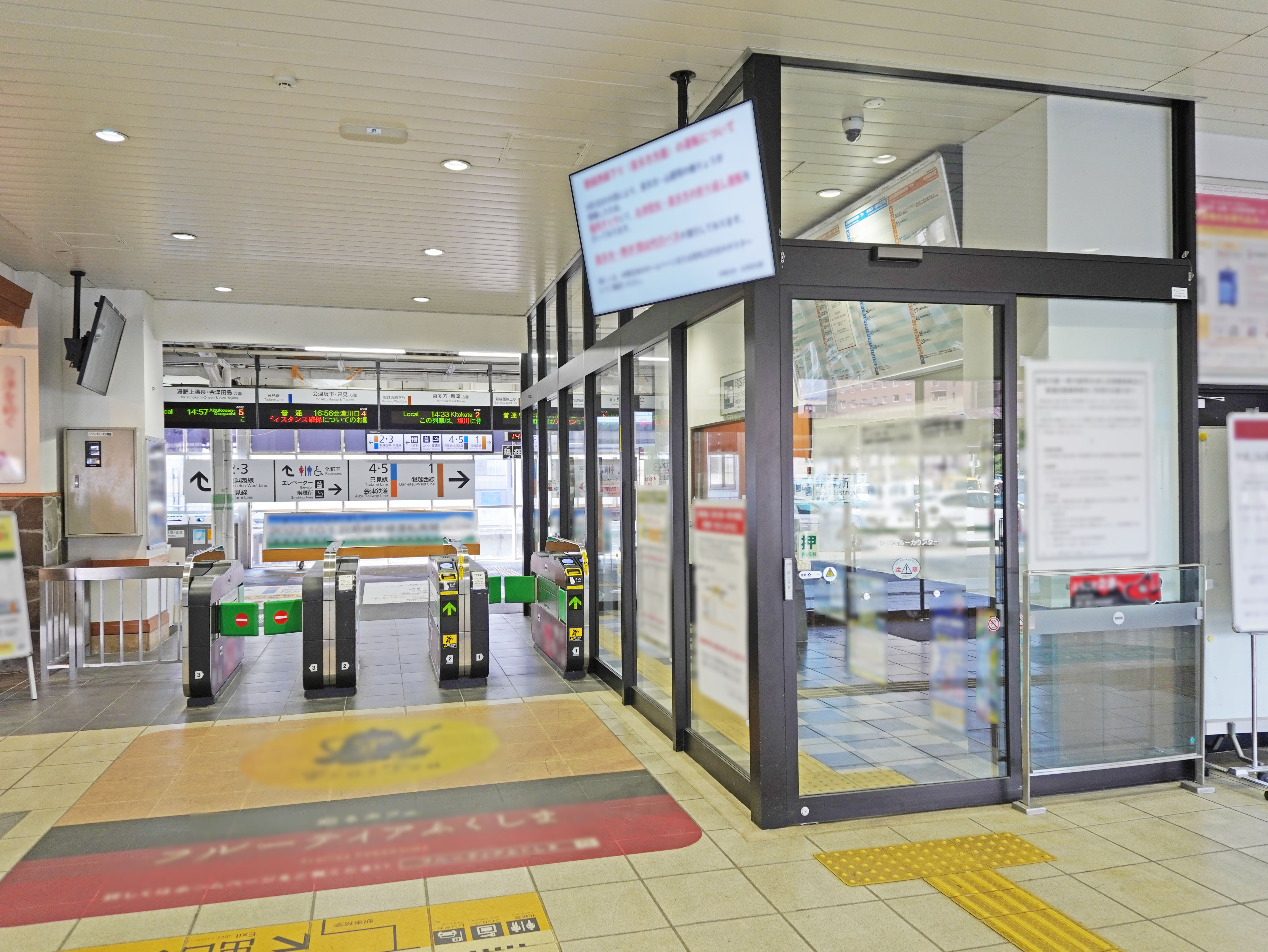
檢票口（2022年9月）
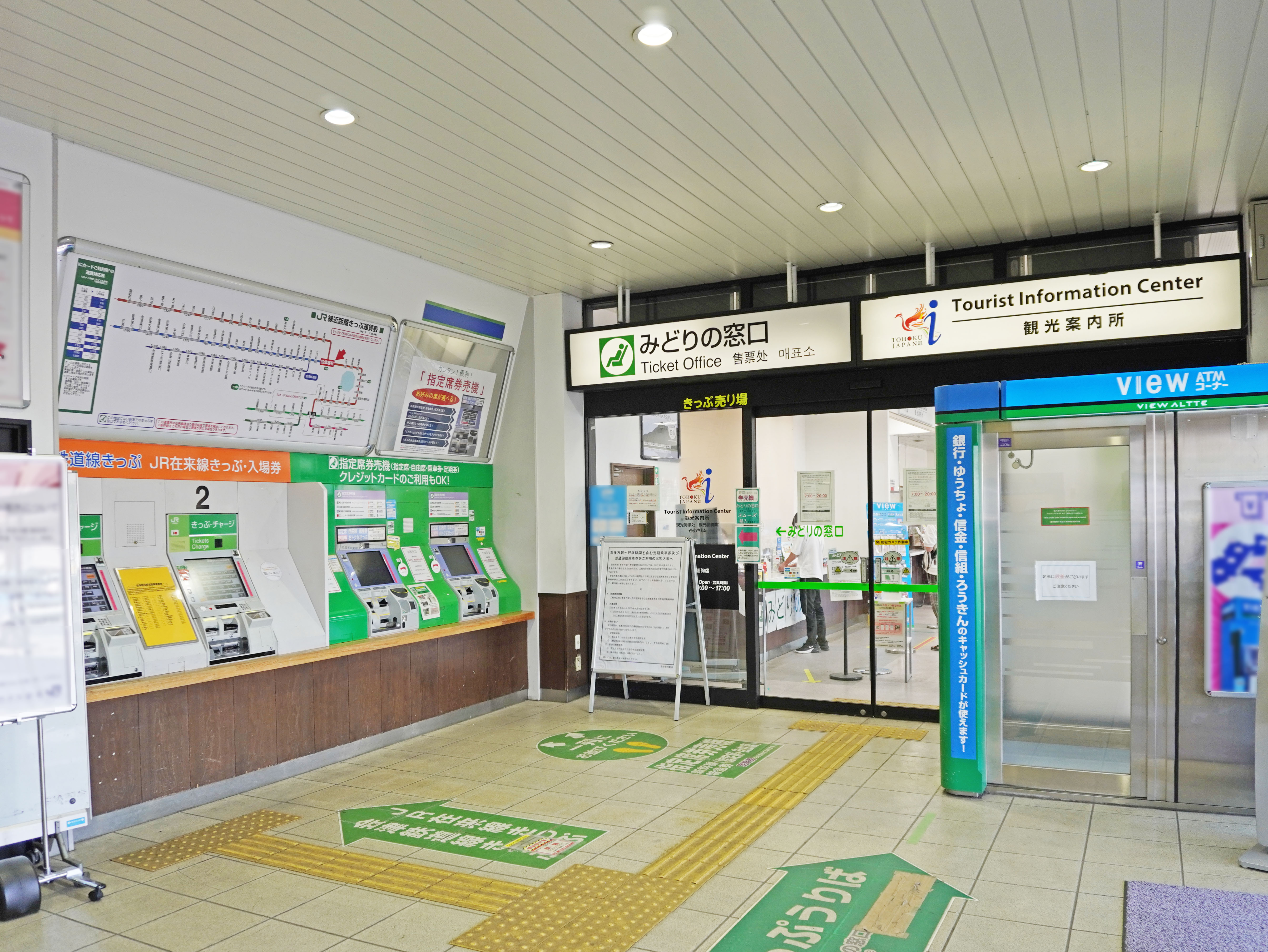
售票處（2022年9月）
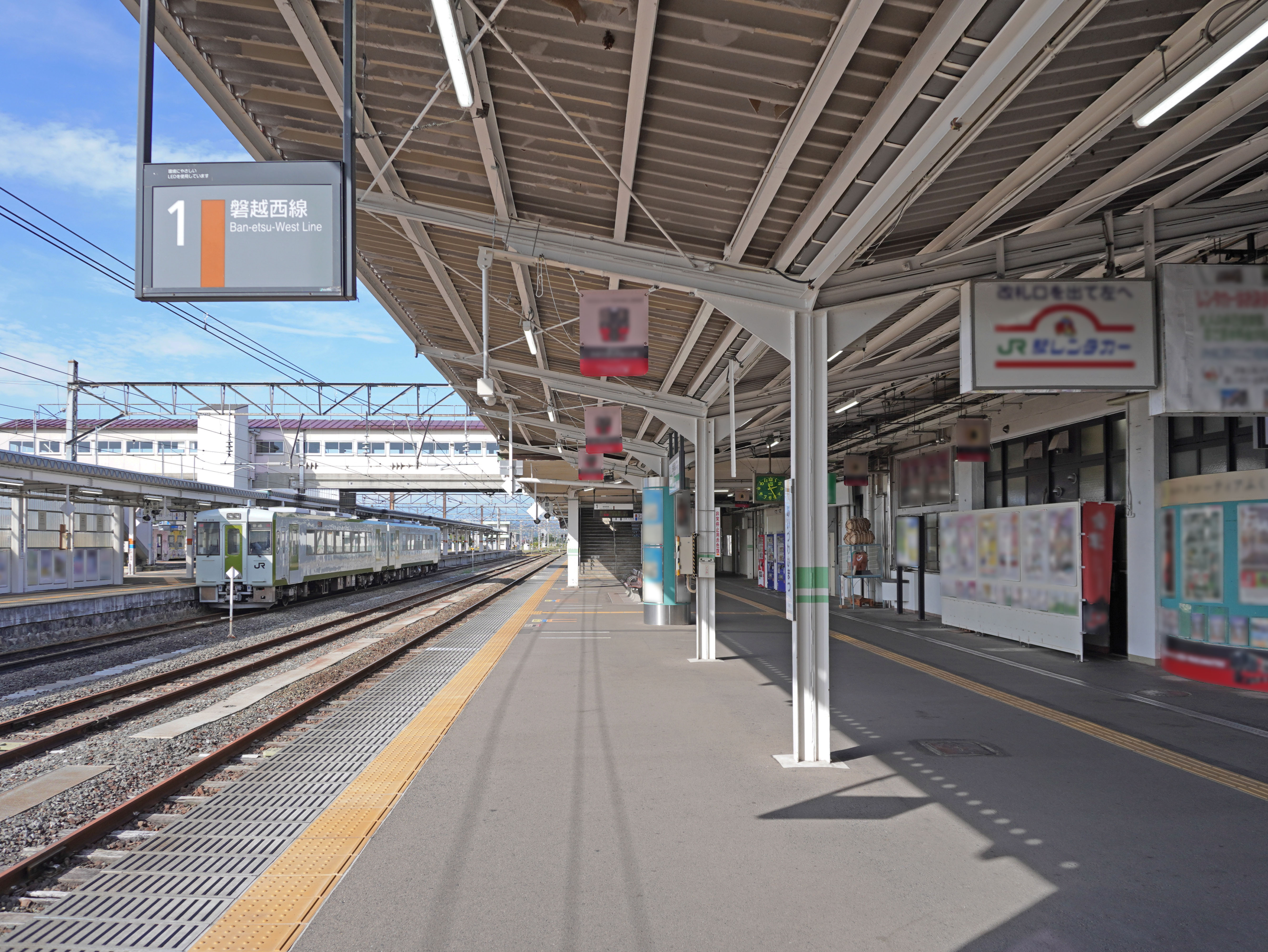
1號月台（2022年9月）
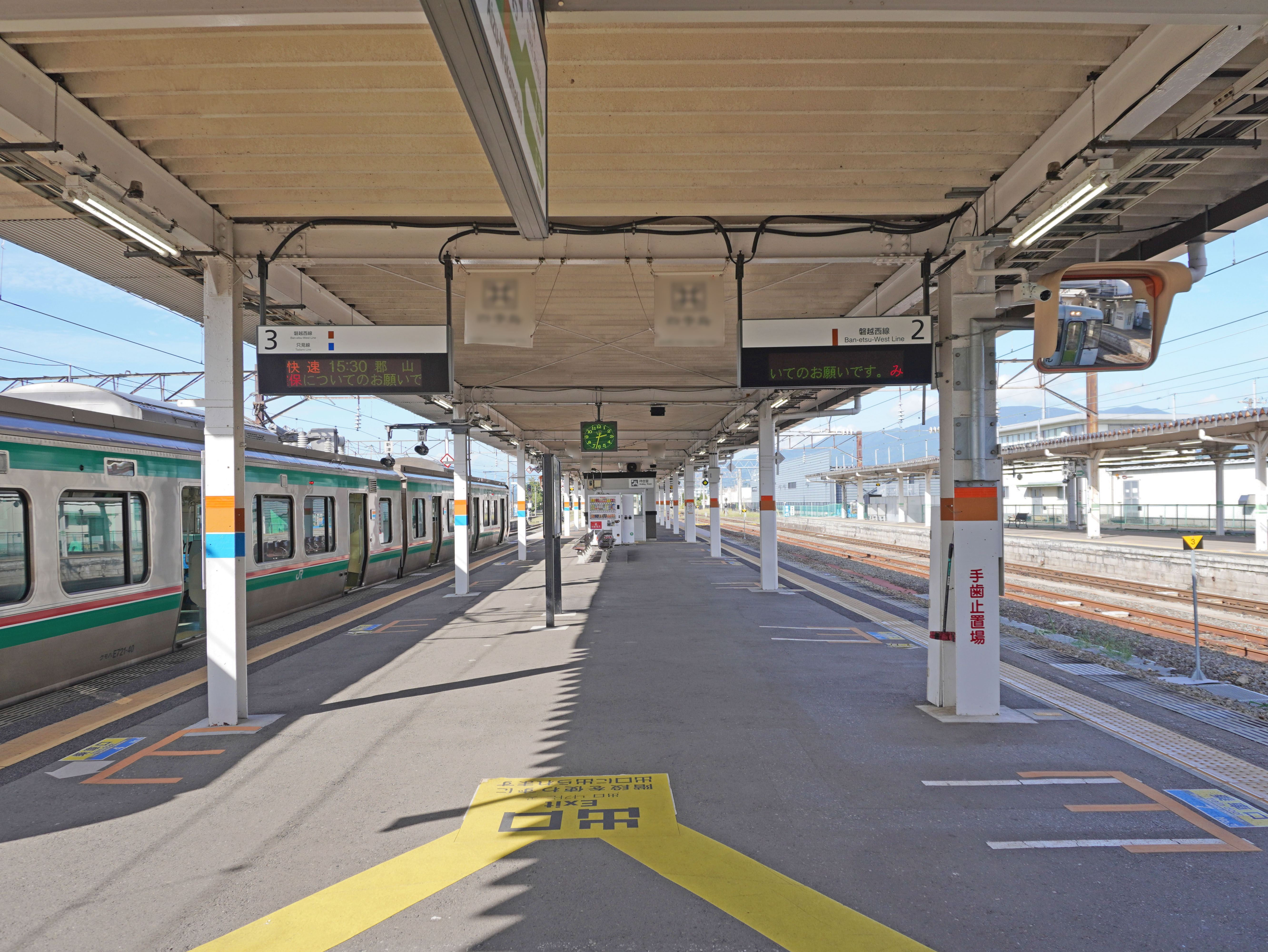
2號與3號月台（2022年9月）
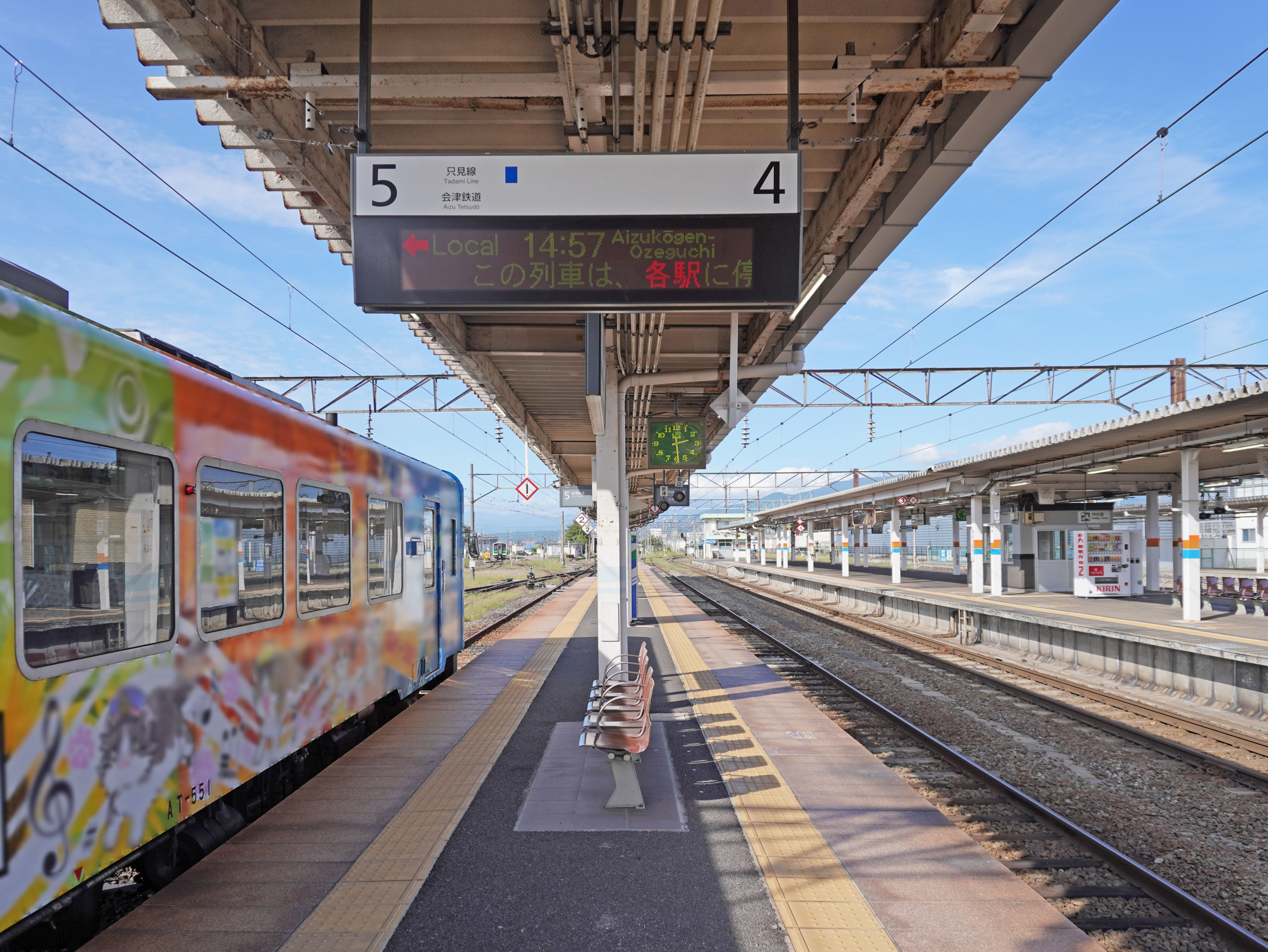
4號與5號月台（2022年9月）
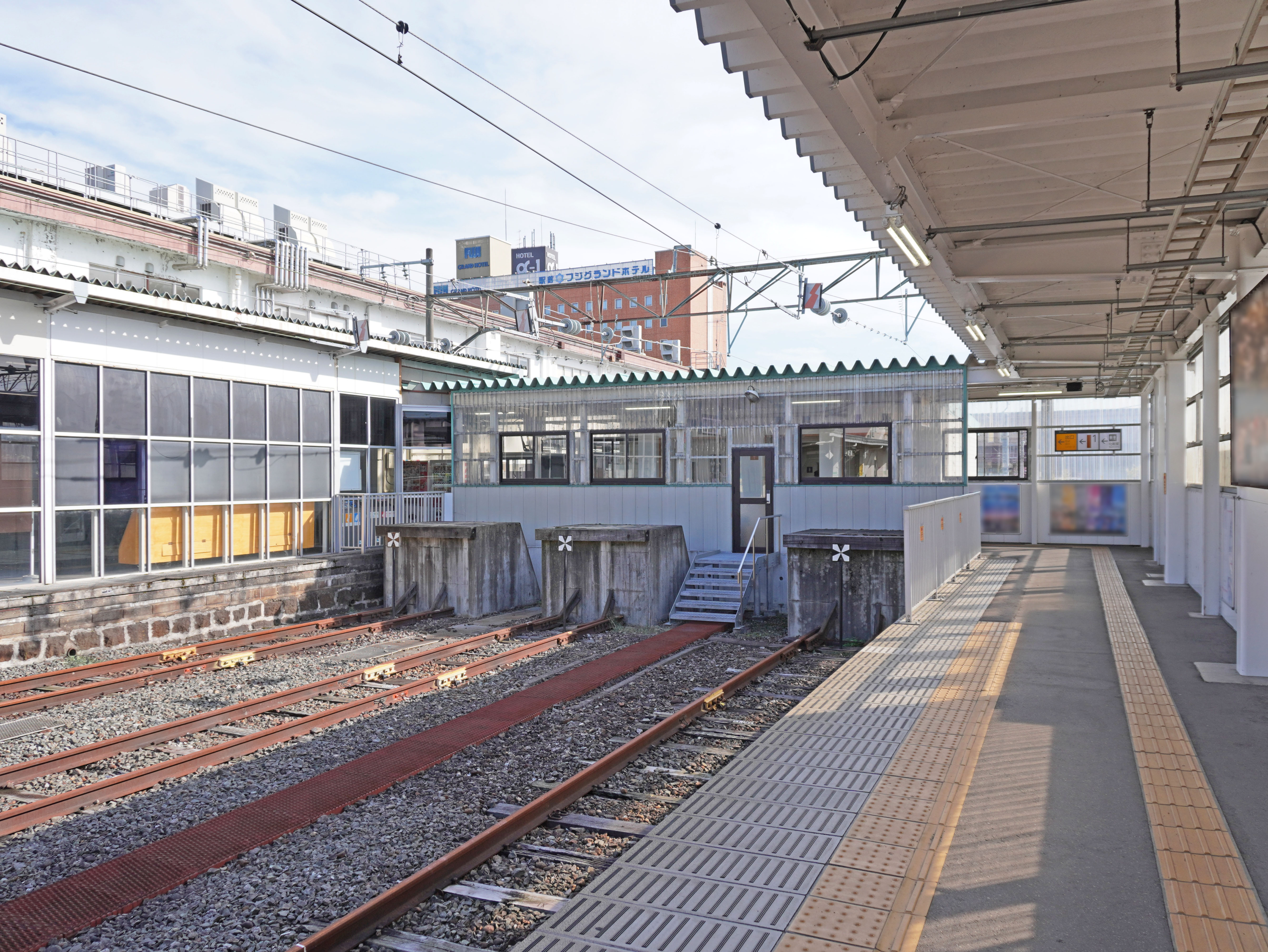
1號與2號月台設置的止衝檔（2022年9月）

本站是配備有3座月台、共5條乘車線的地面車站，其中1號與2號線的月台是採列車直接折返的港灣式設計，因此1號到3號線之間可直接平面移動抵達，而與4號及5號線之間則透過天橋聯絡。各月台間設有自動售票機和鐵路便當販售。除了正線的路軌之外，站內亦有停車用側線的設計。
磐越西線在本站為折返式路線，大多數班次僅行駛於郡山至會津若松間，少數會延伸行駛至喜多方的班次在駛入本站後需調頭折返行駛。

### 月台配置
| 月台 | 路線         | 方向         | 目的地                                                 |
| ---- | ------------ | ------------ | ------------------------------------------------------ |
| 1    | ■ 磐越西線   | （上行）     | 往豬苗代、郡山方向                                     |
| 1    | ■ 磐越西線   | （下行）     | 往喜多方（郡山方向起的直通電車）                       |
| 2    | ■ 磐越西線   | （上行）     | 往豬苗代、郡山方向                                     |
| 2    | ■ 磐越西線   | （下行）     | 往喜多方、新津、新潟方向                               |
| 3    | ■ 磐越西線   | （上行）     | 往豬苗代、郡山方向（只限1日1班）                       |
| 3    | ■ 磐越西線   | （下行）     | 往喜多方、新津、新潟方向                               |
| 3    | ■ 只見線     | ■ 只見線     | 往會津坂下、會津川口、只見、小出方向                   |
| 4    | ■ 只見線     | ■ 只見線     | 往會津坂下、會津川口、只見、小出方向                   |
| 4    | ■ 會津鐵道線 | ■ 會津鐵道線 | 僅供列車交換與磐越西線喜多方方向直通臨時列車停靠使用   |
| 5    | ■ 會津鐵道線 | ■ 會津鐵道線 | 往湯野上溫泉、會津田島、會津高原尾瀨口、鬼怒川溫泉方向 |

## 營運狀況
- 2007年度的1日平均乘車旅次為3,025人。

## 車站周邊
- 飯盛山（日语：飯盛山 (福島県)）
- 鶴城（又名會津若松城）
- 若松站前郵局
- 會津信用金庫（日语：会津信用金庫）站前分店
- 福島銀行（日语：福島銀行）會津分店
- 三菱伸銅（日语：三菱伸銅）若松製作所
- 國道118號（日语：国道118号）

## 相鄰車站
東日本旅客鐵道
■ 磐越西線
- 臨時快速「SL磐越物語」始發站

□ 快速「阿賀野」
會津若松－鹽川
□ 快速「會津山岳特快」（僅限週末與假日時至喜多方為止的延長營運列車班次使用）
（會津線）－會津若松－鹽川
□ 快速（僅有一班行駛於本站至喜多方之間的下行列車停靠）
磐梯町－（部分停靠廣田）－會津若松－鹽川
■ 普通
廣田－會津若松－堂島（※）－鹽川
（※）部分列車不停靠堂島與下一站笈川。
■ 只見線
會津若松－七日町
會津鐵道
■ 會津線
快速「會津山岳特快」、普通
會津若松－七日町